# 安德烈娅·丹尼斯
安德烈娅·丹尼斯（英語：Andrea Dennis，1982年1月3日—），英国女子赛艇运动员。她曾代表英国参加世界赛艇锦标赛，获得一枚金牌和一枚银牌，均来自女子轻量级四人双桨项目。